# Kratka kronika Hrvatskoga Kraljevstva
Kratka kronika Hrvatskoga Kraljevstva (lat. Chronicon breve Regni Croatiae), poznata i kao Kratka kronologija Hrvatske (Brevis chronologia Croatiae), ranonovovjekovna kronika o prošlosti Hrvatske, koju je 1561. godine napisao franjevac Ivan Tomašić († nakon 1562.). Budući da je zadnje poglavlje kronike pod nazivom De Carniola, posvećeno Kranjskoj, a sam rukopis je pronađen u Ljubljani, vjeruje se da je Tomašić napisao svoju kroniku u tom gradu.
Sačuvani dio kronike obrađuje događaje od Atiline smrti 453. do 1561. godine, dok je izgubljen prvi dio kronike koji pripovijeda o događajima prije Atiline smrti. Kod pisanja kronike koristio se anegdotama, ugarskim kronikama i ljetopisima iz knjižnice franjevačkoga samostana na Trsatu. Djelo je pisano grubom latinštinom s velikim udjelom kroatizama. Povijesna analiza zapisa iz kronike ukazala je na određene manjkavosti i sumnju u vrijednost određenih iznesenih događaja, no unatoč tome, neke su njezine pojedinosti korisne u tumačenju pojedinih povijesnih događaja. Osobito je značajan opis smrti hrvatskog kralja Zvonimira, koji se razlikuje od drugih poznatih opisa, te opis Mohačke bitke, preveden s mađarskoga. Zanimljiv je i izvještaj o Krbavskoj bitki, koji je Tomašić prepisao iz drugog izvora.

## Vanjske poveznice
- Ivan Tomašić Hrvatska enciklopedija